# Giuseppe Scarpat
Giuseppe Scarpat (Polcenigo, 6 giugno 1920 – Brescia, 26 agosto 2008) è stato un latinista, biblista e editore italiano, fondatore della casa editrice bresciana Paideia e insigne latinista specializzato nel pensiero di Seneca. È stato anche un valente organista e progettatore di organi.

## Biografia
Nato a Polcenigo, frequentò l'allora Liceo civico musicale pareggiato Benedetto Marcello (oggi Conservatorio Benedetto Marcello) di Venezia, studiandovi il pianoforte; nel 1944 si laureò in Lettere presso l'Università Cattolica del Sacro Cuore, allievo di Vittore Pisani, con tesi in glottologia. Col suo Maestro fondò, nel 1946, la rivista «Paideia», che dal 1961 si trasformò in casa editrice (con sede a Brescia) e che nel 1968 riuscì a dotare di tipografia propria. Nel 1949 fondò la rivista «Lettere italiane» e, nel 1960, la rivista «L'organo». Dal 1956 visse a Brescia, dove iniziò una collaborazione con la casa editrice cattolica Morcelliana.
Dal 1951 al 1966 fu incaricato di Grammatica greca e latina presso l'Università di Genova, e tra il 1952 e il 1955 anche alla Cattolica di Milano. Vinta nel 1966 la cattedra universitaria a seguito di concorso, divenne Professore ordinario di Letteratura latina all'Università di Parma, Ateneo nel quale fondò anche il corso di perfezionamento in lingua e letteratura latina (inaugurato nel 1970), della Facoltà di magistero e dell'Istituto di lingua e letteratura latina (di cui fu direttore fino al 1989). Collocato fuori ruolo nel 1991, nel 1997 fu nominato Professore emerito e cessò la collaborazione con l'Ateneo parmigiano. Nel 1977 fondò a Sacile, assieme a mons. Pietro Mazzarotto, il Centro di Studi Biblici; nello stesso anno fu insignito della Medaglia d'oro ai benemeriti della scuola, della cultura e dell'arte.
Era membro dell'Ateneo di Brescia, dell'Accademia Ligure di Scienze e Lettere e dell'Accademia San Marco di Pordenone.
Coltivò continuamente il suo profondo interesse per la musica e specialmente per la musica sacra: ogni domenica accompagnava all'organo la Messa presso il convento di S. Gaetano a Brescia; fu Preside del Conservatorio "Luca Marenzio" a Brescia; inaugurò, presso Paideia, alcune collane specializzate nella musica liturgica (Monumenti di Musica Italiana e Biblioteca Classica dell'Organista); progettò tre organi.
Morì a Brescia il 26 agosto 2008.